# Schuldunfähigkeit
Die Schuldunfähigkeit (auch Unzurechnungsfähigkeit, Zurechnungsunfähigkeit) schließt im Strafrecht die dem Täter vorwerfbare Schuld an einer rechtswidrig begangenen Straftat (Unrechtstatbestand) aus. Ihr Gegenteil ist die Schuldfähigkeit. Dazwischen steht die sogenannte verminderte Schuldfähigkeit.

## Strafrecht Deutschlands
Das Strafrecht Deutschlands beruht in Übereinstimmung mit dem Menschenbild des Grundgesetzes auf dem Schuld- und Verantwortungsprinzip. Wer ohne Schuld handelt, kann deshalb nicht bestraft werden („nulla poena sine culpa“). Im Strafgesetzbuch (StGB) wird die Schuldunfähigkeit in § 19 und § 20 und die verminderte Schuldfähigkeit in § 21 geregelt. Der bis 1974 geltende § 51 StGB a. F., der von den vorgenannten Paragraphen abgelöst wurde, wurde im öffentlichen und privaten Diskurs in Deutschland verbreitet zur Bezeichnung der angenommenen Zurechnungsunfähigkeit einer Person verwendet. Schuldunfähigkeit wird nur bei 0,3 % aller Straftäter angenommen, verminderte Schuldfähigkeit bei 2 bis 3 % der Straftäter.
Schuldunfähigkeit ist nicht mit Deliktsunfähigkeit aus dem Zivilrecht gleichzusetzen, obwohl häufig beide Tatbestände zugleich vorliegen.

### Strafgesetzbuch

#### Kinder
Bei allen Tätern, die zur Tatzeit noch nicht vierzehn Jahre alt (Kind im Rechtssinne) sind, wird die Schuldunfähigkeit unwiderleglich gesetzlich vermutet. Normiert ist dies in § 19 StGB. Bis 1923 trat die Strafmündigkeit schon mit 12 Jahren ein.

#### Jugendliche
Wer zur Tatzeit zwischen vierzehn und achtzehn Jahren alt ist, ist im Rechtssinne nach § 1 Abs. 2 Jugendgerichtsgesetz (JGG) Jugendlicher und gemäß § 3 JGG strafrechtlich verantwortlich, wenn er zur Zeit der Tat nach seiner sittlichen und geistigen Entwicklung reif genug ist, das Unrecht der Tat einzusehen und nach dieser Einsicht zu handeln. Dies muss durch das Gericht positiv festgestellt werden.

#### Volljährige
Grundsätzlich wird bei mindestens 18 Jahre alten Personen die Schuldfähigkeit gesetzlich vermutet. Anhaltspunkte für die Schuldunfähigkeit lassen sich oft nur mit medizinischen, psychiatrischen oder forensisch-psychologischen Gutachten bestimmen. Dennoch handelt es sich um eine Rechtsfrage, die das Gericht in alleiniger Verantwortung entscheidet.
Nach § 20 StGB handelt ohne Schuld, „wer bei Begehung der Tat wegen einer krankhaften seelischen Störung, wegen einer tiefgreifenden Bewußtseinsstörung oder wegen einer Intelligenzminderung oder einer schweren anderen seelischen Störung unfähig ist, das Unrecht der Tat einzusehen oder nach dieser Einsicht zu handeln.“ Schuldunfähig kann also sein, wer im Moment der Tat nicht das Schuldhafte seines Handelns erkennt oder nicht in der Lage ist, sich zu steuern. Die aufgezählten psychischen Ursachen (sogenannte „Eingangskriterien“ oder „-merkmale“) einer geminderten oder nicht vorhandenen Steuerungs- oder Einsichtsfähigkeit stellen Kategorien dar, die in der Psychologie und Medizin ungebräuchlich sind und im Grunde nur im Rechtswesen für die Beurteilung einer Affekthandlung verwendet werden.
Soweit die Einsichts- oder Steuerungsfähigkeit zwar nicht fehlt, aber erheblich vermindert ist, kann Strafmilderung nach § 21 StGB folgen. Sie wird bei selbstverschuldetem Alkoholrausch häufig jedoch nicht gewährt.
Folgende Eingangsmerkmale werden unterschieden:
1. Unter einer krankhaften seelischen Störung werden hirnorganisch bedingte Zustände – auch verursacht durch psychotrope Substanzen wie Alkohol (Vollrausch) – oder Psychosen verstanden.
2. Als tiefgreifende Bewusstseinsstörung gelten Erscheinungen, die Bewusstseinsveränderungen oder -einengungen darstellen, die keine Störung von psychopathologischer Relevanz konstituieren. Hierzu zählen Erschöpfung, Ermüdung, Schlaftrunkenheit, speziell Parasomnie und vor allem emotionale Zustände der Verwirrtheit, die dazu führen können, dass eine Tat im Affekt begangen wird (zum Beispiel unter Verlust der Steuerungsfähigkeit). Ein Versuch, derartige Zustände im Fachgebiet der Psychiatrie psychopathologisch diagnostizierbar zu machen, besteht in der Klassifizierung als akute Belastungsreaktion. Die Blutalkoholkonzentration zum Tatzeitpunkt ist ein wichtiger Anhaltspunkt für das Vorliegen einer tiefgreifenden Bewusstseinsstörung. Ab 2,0 Promille wird im Allgemeinen eine verminderte Schuldfähigkeit angenommen, bei Tötungsdelikten ab 2,2 Promille. Ab 3,0 Promille wird im Allgemeinen eine Schuldunfähigkeit angenommen, bei Tötungsdelikten wegen der höheren Hemmschwelle im Allgemeinen erst ab 3,3 Promille. Diese Richtwerte werden aber im Einzelfall an Konstitution und Trinkverhalten des mutmaßlichen Täters angepasst.
3. Als Intelligenzminderung (bis 2020 als Schwachsinn bezeichnet)  werden Stufen angeborener Intelligenzschwäche ohne nachweisbare Ursache bezeichnet. Intelligenzschwächen, die im Zuge einer Demenz entstehen, werden indessen dem ersten Eingangskriterium zugeordnet. Für die Feststellung einer geistigen Behinderung wird unter anderem auf den Intelligenzquotienten (IQ) abgestellt. Dabei wird im Sinne der 
ICD zwischen leichter geistiger Behinderung (IQ 50 bis 69), einer mäßigen geistigen Behinderung (IQ von 35 bis 49), einer schweren geistigen Behinderung (IQ 20 bis 34) und einer schwersten geistigen Behinderung (IQ unter 20) unterschieden.
4. Unter das Eingangskriterium einer schweren anderen seelischen Störung (bis 2020 als schwere andere seelische Abartigkeit häufig SASA abgekürzt, genannt) fallen eine ganze Reihe psychiatrischer Diagnosen. Darunter werden Persönlichkeitsstörungen, Paraphilien, Störungen der Impulskontrolle, Alkoholismus und andere substanzgebundene Abhängigkeiten sowie nicht-substanzgebundene Abhängigkeiten verstanden.

Bei Heranwachsenden (18 bis unter 21 Jahre) muss zwar im Einzelfall geprüft werden, ob Jugend- oder Erwachsenenstrafrecht angewandt wird (§ 105 JGG), allerdings gilt auch bei Anwendung des Jugendstrafrechts der § 3 JGG für Heranwachsende nicht; bei ihnen wird also wie bei Erwachsenen die Schuldfähigkeit vermutet.

### Rechtsfolgen
Der schuldunfähige Täter kann zwar nicht bestraft werden, aber psychisch kranke oder suchtkranke Rechtsbrecher, die im Sinne von § 20 oder § 21 StGB als schuldunfähig oder vermindert schuldfähig gelten und bei denen zugleich unter Gesamtwürdigung des Täters und seiner Tat eine weitere Gefährlichkeit zu erwarten ist, können nach § 63 und § 64 StGB im Maßregelvollzug untergebracht werden. 
Diese Rechtsfolgen sind nach § 7 Absatz 1 JGG auch für Jugendliche anwendbar, wenn § 3 JGG (strafrechtliche Reife) bejaht wird. In diesen Fällen erfolgt die Unterbringung im Jugendmaßregelvollzug. Bei fehlender Reife richtet sich die Unterbringung nach § 1631b BGB.
Die Unterbringung im Maßregelvollzug ist jedoch für Bagatellstraftaten ausgeschlossen. Vielmehr muss sie als ultima ratio notwendig sein, um die Allgemeinheit zu schützen. Es gilt der Grundsatz der Verhältnismäßigkeit.
Zivilrechtlichen Schadensersatz (§ 823 BGB) muss auch ein Schuldunfähiger leisten, wenn er nicht zugleich deliktsunfähig ist.

#### Registereintragung
Die Schuldunfähigkeit kann in jeder Lage des Verfahrens (Ermittlungsverfahren, Zwischenverfahren, Hauptverfahren) festgestellt werden und beendet das Verfahren. Im Ermittlungsverfahren kann die Staatsanwaltschaft das Verfahren durch Verfügung einstellen.
In allen Fällen wird die Verfahrensbeendigung im Bundeszentralregister registriert, wenn die Entscheidung sich auf das Gutachten eines Sachverständigen stützt und das Gutachten bei der Entscheidung nicht älter als 5 Jahre ist (§ 11 Absatz 1 BZRG).
Die Eintragung wird nach 10 bzw. 20 Jahren entfernt (§ 24 Absatz 3 BZRG).

### Actio libera in causa
Ein juristisches Sonderproblem stellen Fälle dar, in denen der Täter sich vor Begehung der Tat vorsätzlich in einen Zustand der Schuldunfähigkeit versetzt hat (etwa durch die Herbeiführung eines Vollrausches), oder schon beim Berauschen den später in schuldunfähigem Zustand herbeigeführten Erfolg hätte voraussehen können und müssen. Diese Problematik wird als actio libera in causa bezeichnet. Ob und mit welcher Begründung der Täter dann trotz eigentlich fehlender Schuld zur Tatzeit bestraft werden kann, ist in der Rechtswissenschaft umstritten.

### Sonstiges
Im Rahmen eines Strafverfahrens kamen Anfang der 1960er Jahre dem zuständigen Amtsrichter Zweifel an der Zurechnungsfähigkeit des Angeklagten. Um diese Frage zu klären, hielt der Richter eine Entnahme von Liquor cerebrospinalis, d. h. Gehirn- und Rückenmarksflüssigkeit, für erforderlich, was einen schmerzhaften und nicht risikofreien medizinischen Eingriff bedeutet hätte. Als der Angeklagte seine Zustimmung zu diesem Eingriff verweigerte, ordnete das Amtsgericht ihn auf Grundlage einer strafprozessualen Vorschrift (§ 81a StPO) an. Hiergegen erhob der Angeklagte Verfassungsbeschwerde beim Bundesverfassungsgericht (BVerfG). Das BVerfG fällte 1963 die sogenannte Liquorentnahme-Entscheidung.
Sie ist historisch und verfassungsrechtlich bedeutsam, da sie das wechselseitige Verhältnis von staatlichen Eingriffsbefugnissen und individuellen Freiheitsrechten (hier: Recht auf körperliche Unversehrtheit) abgrenzte und klarstellte, dass nach dem Verhältnismäßigkeitsgrundsatz die Anwendung eines an sich verfassungsgemäßen Gesetzes im Einzelfall verfassungswidrig sein kann.

## Strafrecht Schweiz
Schuldunfähigkeit und verminderte Schuldfähigkeit sind in Art. 19 des Schweizerischen Strafgesetzbuches geregelt.
Dass geisteskranke Verbrecher einer Heilanstalt statt einer Strafanstalt zugeführt werden, war dem damaligen Direktor der Psychiatrischen Universitätsklinik Zürich (Burghölzli) Auguste Forel ein wichtiges Anliegen. So führte er, der u. a. als Arzt und Professor tätig war, den Begriff der verminderten Zurechnungsfähigkeit ein und widmete diesem Thema 1901 einen vielbeachteten Vortrag in der Schweizerischen Gesellschaft für ethische Kultur in Zürich, Über die Zurechnungsfähigkeit des normalen Menschen, der bis 1907 in 6 Auflagen gedruckt veröffentlicht wurde.

## Trivia
Im deutschen Spielfilm M von 1931 bezieht sich der (von den Kriminellen gewählte) Verteidiger vor den versammelten Kriminellen auf den damaligen § 51 und fordert für den mehrfachen Kindermörder einen Freispruch bzw. eine Übergabe an die Polizei.

## Verwandte Rechtsbegriffe
- Exkulpation

## Weitere rechtliche Fähigkeiten
- Deliktsfähigkeit
- Ehefähigkeit
- Einwilligungsfähigkeit
- Geschäftsfähigkeit
- Handlungsfähigkeit
- Parteifähigkeit
- Postulationsfähigkeit
- Prozessfähigkeit
- Rechtsfähigkeit
- Strafmündigkeit
- Testierfähigkeit
- Verfahrensfähigkeit